# Otiothops brevis
Espèce
Otiothops brevis est une espèce d'araignées aranéomorphes de la famille des Palpimanidae.

## Distribution
Cette espèce est endémique du Venezuela,. Elle se rencontre dans l'État de Carabobo et dans le District capitale de Caracas.

## Description
Le mâle décrit par Platnick en 1975 mesure 3,02 mm et la femelle 4,17 mm.

## Publication originale
- Simon, 1893 : Arachnides. Voyage de M. E. Simon au Venezuela (décembre 1887 - avril 1888). 21e Mémoire. Annales de la Société Entomologique de France, vol. 61, p. 423-462 (texte intégral).